# Càlcul de Jones
En òptica, la llum polaritzada es pot descriure mitjançant el càlcul de Jones, inventat per RC Jones el 1941. La llum polaritzada està representada per un vector de Jones, i els elements òptics lineals es representen per matrius de Jones. Quan la llum travessa un element òptic, la polarització resultant de la llum emergent es troba prenent el producte de la matriu de Jones de l'element òptic i el vector de Jones de la llum incident. Tingueu en compte que el càlcul de Jones només és aplicable a la llum que ja està totalment polaritzada. La llum que està polaritzada aleatòriament, parcialment polaritzada o incoherent s'ha de tractar mitjançant el càlcul de Mueller.

## Vector de Jones
El vector de Jones descriu la polarització de la llum a l'espai lliure o en un altre medi isotròpic homogeni no atenuant, on la llum es pot descriure correctament com a ones transversals. Suposem que una ona plana monocromàtica de llum viatja en la direcció z positiva, amb freqüència angular ω i vector d'ona k = (0,0, k ), on el nombre d'ona k = ω / c. Aleshores, els camps elèctric i magnètic E i H són ortogonals a k en cada punt; tots dos es troben en el pla "transversal" a la direcció del moviment. A més, H es determina a partir de E mitjançant una rotació de 90 graus i un multiplicador fix en funció de la impedància d'ona del medi. Així doncs, la polarització de la llum es pot determinar estudiant E. S'escriu l'amplitud complexa de E
{\displaystyle {\begin{pmatrix}E_{x}(t)\\E_{y}(t)\\0\end{pmatrix}}={\begin{pmatrix}E_{0x}e^{i(kz-\omega t+\phi _{x})}\\E_{0y}e^{i(kz-\omega t+\phi _{y})}\\0\end{pmatrix}}={\begin{pmatrix}E_{0x}e^{i\phi _{x}}\\E_{0y}e^{i\phi _{y}}\\0\end{pmatrix}}e^{i(kz-\omega t)}.}
Observeu que el camp físic E és la part real d'aquest vector; el multiplicador complex ofereix la informació de fase. Aquí {\displaystyle i} és la unitat imaginària amb {\displaystyle i^{2}=-1}.
El vector de Jones és
{\displaystyle {\begin{pmatrix}E_{0x}e^{i\phi _{x}}\\E_{0y}e^{i\phi _{y}}\end{pmatrix}}.}
Així, el vector de Jones representa l'amplitud i la fase del camp elèctric en les direccions x i y.
La suma dels quadrats dels valors absoluts dels dos components dels vectors de Jones és proporcional a la intensitat de la llum. És habitual normalitzar-lo a 1 al punt de partida del càlcul per simplificar-lo. També és comú restringir el primer component dels vectors de Jones perquè sigui un nombre real. Això descarta la informació general de fase que es necessitaria per al càlcul de la interferència amb altres feixos.
Tingueu en compte que tots els vectors i matrius de Jones d'aquest article utilitzen la convenció que la fase de l'ona de llum ve donada per {\displaystyle \phi =kz-\omega t}, una convenció utilitzada per Hecht. En virtut d'aquesta convenció, augmentar {\displaystyle \phi _{x}} (o {\displaystyle \phi _{y}} ) indica retard (retard) en fase, mentre que la disminució indica avançament en fase. Per exemple, un component de vectors de Jones de {\displaystyle i} ({\displaystyle =e^{i\pi /2}}) indica retard per {\displaystyle \pi /2} (o 90 graus) en comparació amb 1 ({\displaystyle =e^{0}}). Collett utilitza la definició oposada per a la fase ({\displaystyle \phi =\omega t-kz}). A més, Collet i Jones segueixen diferents convencions per a les definicions de handedness de la polarització circular. La convenció de Jones s'anomena: "Des del punt de vista del receptor", mentre que la convenció de Collett s'anomena: "Des del punt de vista de la font". El lector hauria de desconfiar de l'elecció de la convenció quan consulteu referències sobre el càlcul de Jones.
La taula següent ofereix els 6 exemples comuns de vectors de Jones normalitzats.
| Polarització                                                                         | Vector de Jones                                                           | Notació ket típica                                                                         |
| ------------------------------------------------------------------------------------ | ------------------------------------------------------------------------- | ------------------------------------------------------------------------------------------ |
| Lineal polaritzat en la direcció x Típicament anomenat "horitzontal"                 | {\displaystyle {\begin{pmatrix}1\\0\end{pmatrix}}}                        | {\displaystyle \|H\rangle }                                                                |
| Lineal polaritzat en la direcció y Típicament anomenat "vertical"                    | {\displaystyle {\begin{pmatrix}0\\1\end{pmatrix}}}                        | {\displaystyle \|V\rangle }                                                                |
| Polaritzat linealment a 45° de l'eix x Típicament anomenat "diagonal" L+45           | {\displaystyle {\frac {1}{\sqrt {2}}}{\begin{pmatrix}1\\1\end{pmatrix}}}  | {\displaystyle \|D\rangle ={\frac {1}{\sqrt {2}}}{\big (}\|H\rangle +\|V\rangle {\big )}}  |
| Polaritzat linealment a −45° des de l'eix x Típicament anomenat "anti-diagonal" L−45 | {\displaystyle {\frac {1}{\sqrt {2}}}{\begin{pmatrix}1\\-1\end{pmatrix}}} | {\displaystyle \|A\rangle ={\frac {1}{\sqrt {2}}}{\big (}\|H\rangle -\|V\rangle {\big )}}  |
| Circular dreta polaritzada Típicament anomenat "RCP" o "RHCP"                        | {\displaystyle {\frac {1}{\sqrt {2}}}{\begin{pmatrix}1\\-i\end{pmatrix}}} | {\displaystyle \|R\rangle ={\frac {1}{\sqrt {2}}}{\big (}\|H\rangle -i\|V\rangle {\big )}} |
| Circular esquerra polaritzada Típicament anomenat "LCP" o "LHCP"                     | {\displaystyle {\frac {1}{\sqrt {2}}}{\begin{pmatrix}1\\+i\end{pmatrix}}} | {\displaystyle \|L\rangle ={\frac {1}{\sqrt {2}}}{\big (}\|H\rangle +i\|V\rangle {\big )}} |